# Джаманаклы, Керим
Кери́м Джаманаклы́ (крымскотат. Kerim Camanaqlı, Керим Джаманакълы, тат. Кәрим Җаманаклы; урожд. Кери́м Реши́дов; крымскотат. Kerim Reşidov, Керим Решидов; тат. Кәрим Рәшидов; 8 января (21 января) 1905, Джаманак, Евпаторийский уезд, Таврическая губерния, Российская империя — 1 августа 1965, Елабуга, РСФСР, СССР) — советский крымскотатарский поэт, ученый-литературовед, переводчик и фольклорист, родоначальник крымскотатарской фольклористики; член Союз писателей СССР (1937).

## Биография
Родился 21 января 1905 года в селе Джаманак Евпаторийского уезда в крестьянской семье Фатьмы Эмирамет и Абдурешита Таира Решидовых. Керим был старшим ребёнком в большой семье, где кроме него было ещё шестеро детей — 5 братьев и сестра. Одни из братьев — писатель Меннан Джаманаклы (1916—1942).
По завершении начального образования в сельской школе, учился в Симферопольском педагогическом техникуме (1924-28).
По окончании в 1928-29 годах работал учителем Альма-тарханской начальной школы Бахчисарайского района, а в 1929 году поступил на литературный факультет Симферопольского педагогического института.
После окончания института учился в аспирантуре, параллельно преподавая литературу в alma mater (1935-37).
В 1937 году К. Джаманаклы в Казанском государственном педагогическом институте успешно защитил кандидатскую диссертацию на тему: «Общественно-литературная деятельность крымскотатарского народного поэта Шамиля Тохтаргазы» (степень получил только в 1940 году). В том же (1937) году был принят в Союз писателей СССР.
В 1937-41 годах К. Джаманаклы-Решидов — старший научный сотрудник сектора крымскотатарской литературы и фольклора Крымского Научно-исследовательского института языка и литературы имени А. С. Пушкина.
В первые дни Великой Отечественной войны, вместе с семьями других писателей, семья К. Джаманаклы была эвакуирована из Симферополя, во время войны его жена и двое детей находились в Татарстане.
С сентября 1941 по март 1942 года Керим Джаманаклы был мобилизован в 361-й стрелковый полк, участвовал в боях на Крымском фронте, в районах Перекопа, Керчьи, Кубани. На фронте был пропагандистом, секретарем парторганизации батальона, возглавлял группу по созданию боевой истории полка. Несколько раз участвовал в дивизионной разведке в районе врага в Перекопском направлении. С самого начала войны активно сотрудничал с газетами «Къызыл Кърым» и «Красный Крым».
В апреле 1944 года Керим Джаманаклы прибыл в освобожденный Крым: его жилище в Симферополе было разрушено и разграблено. По заданию Совнаркома Крымской АССР он, как директор Крымского Научно-исследовательского Института татарского языка, литературы и истории, был командирован сначала в Москву в Академию наук и наркомпрос РСФСР — для решения вопроса об изменениях в крымскотатарском алфавите и орфографии, с последующей командировкой в Казань для налаживания издания учебников для крымскотатарских школ. Именно в Москве К. Джаманаклы узнал о депортации крымских татар, что закрывало ему путь назад в Крым. 9 июня 1944 года Керим Решидов был командирован в Ташкент через Казань в распоряжение Наркомпроса Узбекской ССР на постоянную работу.
Наркомпрос УзССР отправил Карима Рашидова-Джаманаклы в Самарканд, где он был доцентом кафедры узбекского языка и литературы Самаркандского педагогического института имени М. Горького. За год (1945) он переехал в Татарстан для воссоединения с семьей, ему удалось избежать судьбы спецпереселенцев.
Начиная с 1945 года К. Джаманаклы работал в Елабужском педагогическом институте сначала старшим преподавателем, затем доцентом. В 1948 году стал заведующим кафедрой литературы этого вуза, находясь на этой должности до конца жизни.
В Елабуге Керим Джаманаклы продолжил свою научную и литературную деятельность; постепенно наладил связи с коллегами и писателями, проживавшими после депортации в разных частях СССР.
Последние годы жизни К. Джаманаклы были посвящены сбору документов в архивах разных городов для прозаического произведения о жизни и подвигах Амет-Хана Султана — его черновая рукопись от рабочим названием «Во имя жизни» хранится в Архиве Союза писателей СССР.
Умер 1 августа 1965 года в Елабуге. Похоронен там же на татарском кладбище.

## Литературная, литературоведческая, переводческая и фольклористическая деятельность
Керим Джаманаклы начал публиковать стихи с 1924 года, они печатались в национальных периодических изданиях: «Енъи дюнъя», «Яш къувет», «Къызыл Крым», «Илери», «Эдебият ве культура», «Совет эдебияты»; автор поэтических сборников «Песни свободы» («Азатлыкъ йырлары») и «Песня матери» («Анайнынъ йыры»). С конца 1950-х произведения автора печатались на страницах крымскотатарской газеты «Ленин байрагъы», что издавалась в Узбекистане.
Стихи поэта в переводе на русский язык публиковались в антологиях «Поэты Крыма» и «Татарские писатели Крыма».
Посмертно, в 1973 году в Ташкенте был издан сборник стихов К. Джаманаклы «Достларыма», подготовленный к печати с предисловием другого выдающегося крымскотатарского поэта Эшрефа Шемьи-заде.
Литературоведческие статьи К. Джаманаклы, в частности о творчестве Шамиля Тохтаргазы, Умера Ипчи публиковались на русском языке в альманахе «Дружба народов» (Москва). В елабужский период жизни публиковал статьи о жизни и творчестве татарских классиков Габдуллы Тукая, Мусы Джалиля. К столетию со дня рождения литературоведа (2005) доктор филологических наук, профессор А. Сибгатуллина подготовила и издала в Елабуге малотиражный сборник выбранных эссе к. Джаманаклы «Эсерлэр», на татарском и русском языках.
Известен также довоенным переводом на крымскотатарский язык книги Джонатана Свифта «Путешествия Гулливера» — «Гулливер великанлар арасында».
Во время учёбы в аспирантуре Керим Джаманаклы руководил фольклорными экспедициями в различных районах Крыма. Именно материалы, собранные этими экспедициями, стали классическими сборниками крымскотатарского прозаического фольклора 1930-х.
Будучи старшим научным сотрудником сектора крымскотатарской литературы и фольклора Крымского Научно-исследовательского института языка и литературы имени А. С. Пушкина, К. Джаманаклы-Решидов осуществлял изучение крымскотатарского фольклора, в частности разрабатывал его жанровую классификацию, опираясь на тогдашние достижения мировой фольклористики. Научные статьи исследователя публиковались в национальной периодике: газете «Енъи дюнья»", журналах "«Эдебият ве культура» и"Совет эдебияты"".
В 1930-е подготовил ряд фольклорных сборников, став пионером популяризации крымскотатарского фольклора на языке оригинала:
- "Чынълар ве манелер /«Чины и мане» (исторически первый сборник фольклора крымских татар);
- «Бахтлы халкънынъ йырлары» /«Песни счастливого народа»;
- «Массалар»/«Сказки» (первый том).

В послевоенный период (после депортации) Керим Джаманаклы сумел вернуться к крымскотатарской фольклористике и в 1959 году упорядочил и издал в соавторстве с Юсуфом Болатом и Раимом Тынчеровым в Ташкенте новую книгу крымскотатарских народных сказок.
В 2007 году в Симферополе крымскотатарские сказки из собрания текстов, записанных К. Джаманаклы и А. Усеином, были изданы крымскотатарской отдельной книгой «Къырымтатар халкъ масаллары», вступительную статью в которой написала дочь Керима Джаманаклы Нурие Эмирсуинова (Решидова).

## Память
Творчества Керима Джаманаклы посвящены разделы в вузовском учебнике «История крымскотатарской литературы» и в учебнике для 10-го класса «Крымскотатарская литература».
Одна из улиц в новой части Елабуги названа именем Керима Решидова, в музее татарского языка и литературы местного университета, где долгое время работал крымскотатарский деятель, является раздел, посвященный наследию писателя и ученого.

## Семья
В 1933 году Керим Джаманаклы женился на Поволжской Татарке, уроженке Казани Рашиде Усеиновой. Супруги воспитали трое детей: сына Ильдуса и дочерей Фариду и Нурию.
Дочь Нурия Эмирсуинова (Решидова) — кандидат филологических наук, доцент кафедры русской филологии КИПУ.